# Sarandë distrikt
Sarandas distrikt (albanska: Rrethi i Sarandës) var ett av Albaniens 36 distrikt. Det hade ett invånarantal på 40 200 och en area av 749 km². Det var beläget längst ner i södra Albanien, och dess centralort var Saranda. Andra städer i det här distriktet var Konispoli, Ksamili, Çuka, Vrina och Butrinti.